# Roberto Forges Davanzati
Roberto Forges Davanzati (Napoli, 23 febbraio 1880 – Roma, 1º giugno 1936) è stato un politico e giornalista italiano.
Era figlio di Domenico, la cui famiglia apparteneva al patriziato pugliese, e di Virginia Folinea.

## Biografia
Nato a Napoli, ultimo degli otto figli di Domenico, la cui famiglia apparteneva da secoli al patriziato pugliese, e di Virginia Folinea, studiò al liceo classico Antonio Genovesi e si laureò in lettere all'Università "Federico II". Frequentò anche l'Istituto di Belle Arti di Napoli per un paio di anni.
Inizialmente di idee socialiste, scrisse per l'Avanti!. Nel 1906 uscì dal Partito Socialista Italiano e aderì al sindacalismo nazionale.
Allontanatosi dalle idee socialiste e passato al Corriere della Sera, intensificò i contatti con Corradini, e nel 1910 aderì all'Associazione Nazionalista Italiana; insieme a Luigi Federzoni, Maurizio Maraviglia ed Enrico Corradini, entrò poi a far parte del giornale interventista L'Idea Nazionale, del quale fu due volte direttore. Durante prima guerra mondiale fu richiamato al fronte e fu decorato con la medaglia di bronzo al valor militare ottenuta in Val Popena, presso il passo di Monte Croce di Comelico.
Tra i principali esponenti del nazionalismo italiano, nel 1922 divenne consigliere delegato dell'Ani e sostenne la necessità di collaborare con il nascente Partito Fascista.
Nel 1923 divenne uno dei principali esponenti del fascismo intransigente. Attivo nel Direttorio del PNF durante la crisi Matteotti, dal 23 aprile 1924 al 16 giugno 1924 fu quadrumviro durante la direzione collegiale del PNF insieme a Cesare Rossi, Giovanni Marinelli e Alessandro Melchiori.
Fu vice segretario del PNF dal 12 febbraio al 23 giugno 1925. Nel dicembre 1925 divenne direttore de La Tribuna (che si fuse con L'Idea Nazionale), mantenendo l'incarico fino alla sua morte. Dal 1928 al 1929 fu membro del Gran consiglio del fascismo.
Dal 1929 al 1933 fu presidente della SIAE. Nel 1934 venne nominato da Vittorio Emanuele III, su indicazione di Cesare Maria De Vecchi, Senatore del Regno.
Durante il regime, degno di nota fu il suo libro Il balilla Vittorio, libro di lettura di propaganda fascista per la quinta elementare, liberamente ispirato al modello stilistico del libro Cuore di de Amicis.
Dal 27 ottobre 1933 cominciò a condurre il programma dell'EIAR di propaganda del regime fascista Cronache del Regime.
Morì il 1º giugno 1936 a 56 anni d'età. Sposato dal 1910 con Virginia Cortese, da lei quattro anni dopo ebbe il figlio Domenico, produttore cinematografico attivo dal 1948 al 1956.
Impietoso è il giudizio che di lui diede Antonio Gramsci nel 1932: « Il Forges Davanzati è davvero un tipo, e un tipo da farsa intellettuale. Si potrebbe così delineare il suo carattere: egli è il "superuomo" rappresentato da un romanziere o drammaturgo minchione ed è allo stesso tempo questo romanziere o drammaturgo. La vita come opera d'arte, ma opera d'arte d'un minchione. È noto che molti giovanotti vogliono rappresentare il genio, ma per rappresentare il genio occorre essere genio e infatti la maggior parte di questi genii rappresentati sono dei solennissimi imbecilli: il Forges Davanzati rappresenta se stesso ».